# Jonathan Cheever
Jonathan Cheever, né le 17 avril 1985 à Boston, est un snowboardeur américain.

## Carrière
Il débute en Coupe du monde en 2006 et obtient son premier podium trois ans plus tard en terminant deuxième du cross de Stoneham. Lors de la saison 2010-2011, il monte sur deux autres podiums à Stoneham et Valmalenco.

## Palmarès

### Championnats du monde
- 2 participations : 2010 et 2013
- Meilleur résultat : huitième du cross en 2011

### Coupe du monde
- Meilleur classement du snowboardcross : 3e en 2011.
- 4 podiums en cross.